# James Iha
James Yoshinobu Iha (伊波吉伸, Iha Yoshinobu o ジェームス・イハ, Chicago, 26 de marzo de 1968) es un músico de rock estadounidense, conocido por ser el guitarrista solista y cofundador de The Smashing Pumpkins e integrante de la banda A Perfect Circle.

## Juventud e inicios
Iha, siendo un japonés de segunda generación; se crio como un joven estadounidense promedio, y asistió a la secundaria de Elk Grove Village (Illinois), el mismo pueblo en que nació el líder de la banda Billy Corgan. Ambos se conocieron muy jóvenes en la ciudad en que vivían, Chicago. Mientras Iha trabajaba en una tienda de discos, éstos comenzaron a componer canciones informalmente, hasta el día en que conocieron a D'arcy Wretzky en un concierto de una banda local (con la que Iha posteriormente se vería envuelto en una relación amorosa aunque se separarían al poco tiempo sin muchas consecuencias). Luego de una discusión, decidieron formar una banda juntos, con Corgan e Iha en las guitarras y D'arcy en el bajo eléctrico. Al principio tocaban con una máquina que hacía las percusiones, hasta que el dueño del Cabaret Metro les presentó al baterista Jimmy Chamberlin. Ese fue el inicio de Smashing Pumpkins.

## En la banda
Escribió numerosas canciones para The Smashing Pumpkins. Entre ellas se encuentran «Blew Away» (Pisces Iscariot), «Bugg Superstar» (Vieuphoria), «Take Me Down» (Mellon Collie and the Infinite Sadness), «...Said Sadly, Believe, The Boy y The Bells» (The Aeroplane Flies High), «Summer» (Perfect Single) y por último «Go» (MACHINA II/The Friends & Enemies of Modern Music). Por otro lado escribió junto con Billy Corgan «I Am One» de Gish, «Soma» y «Mayonaise» en Siamese Dream, «Plume» en Pisces Iscariot, «Farewell and Goodnight» en Mellon Collie and the Infinite Sadness, y «Tribute to Johnny» para The Aeroplane Flies High. Además de interpretar algunos coros, él también fue la voz principal en la versión de The Cure «A Night Like This» y en la de Syd Barrett «Terrapin».

## Solista
En 1998, lanzó el moderadamente exitoso álbum Let It Come Down, que representa su único trabajo en solitario hasta la fecha. Se produjo un vídeo musical para la canción «Be Strong Now» que fue lanzada como sencillo. El disco resultó una sorpresa al mostrar una faceta acústica y tranquila con tintes melancólicos del guitarrista.
Desde la ruptura de Smashing Pupmkins en el año 2000, se unió a muchos otros proyectos, contribuyendo con artistas como Whiskeytown y Ivy, aunque su mayor noticia fue el ingreso a la formación de A Perfect Circle en julio de 2003, banda en la que lanzó el disco Emotive en 2004.
También colaboró en dos canciones («Boku ni Utsushite» (ボクにうつして） y «Skirt» (スカート)) con la japonesa Chara, para su álbum Madrigal, de 2001.
Más recientemente, colaboró en la escena musical y de la moda en Japón. Con ayuda de su amigo y mánager Isao Izutsu, empezó la marca de ropa Vapor en 2001. También participó en la película japonesa Linda, Linda, Linda en el verano de 2005.

## Reunión de The Smashing Pumpkins
En junio de 2005, Corgan anunció sus planes de reunir la banda. El 20 de abril de 2006, se anunció oficialmente en website de la banda que la banda estaba junta de nuevo y escribiendo nuevo material. Tanto Corgan como Chamberlin confirmaron su presencia, no así Iha y Wretzky, cuya relaciones con el líder se creían tormentosas.
Una década después, el 26 de marzo de 2016, James Iha reapareció junto a Billy Corgan y Jimmy Chamberlin en un concierto de The Smashing Pumpkins en Los Ángeles. Era la primera vez en dieciséis años que James Iha volvía a actuar con su primera banda, coincidiendo además con el día de su cumpleaños. Con Iha a la guitarra la banda tocó las canciones «Mayonaise», «Soma», «Rocket», «Today», «Disarm» y «Spaceboy» del álbum Siamese Dream y «Whir» del álbum Pisces Iscariot. James actuó en varios shows más de esta gira. Aunque no se realizó un comunicado oficial que confirmara a James Iha como miembro permanente en la banda, sí que dejó la puerta abierta a una posible reunión de todos los miembros originales.
Actualmente, James Iha también es el guitarrista de Tinted Windows. Y de forma paralela, James es guitarra rítmica de A Perfect Circle desde su primera aparición en el show Jimmy Kimmel Live el 27 de octubre de 2010.

## Discografía
Como solista:
- Let It Come Down (1998)
- Be Strong Now (sencillo,1998)
- Jealousy (sencillo en Reino Unido, 1998)
- Look To The Sky (2012).

Con The Smashing Pumpkins:
- Gish (1991)
- Siamese Dream (1993)
- Mellon Collie and the Infinite Sadness (1995)
- Adore (1998)
- Machina/The Machines of God (2000)
- Machina II/The Friends & Enemies of Modern Music (2000)
- Rotten Apples (álbum recopilatorio) (2001)
- Shiny and Oh So Bright, Vol. 1 / LP: No Past. No Future. No Sun. (2018)
- Cyr (2020)

Con A Perfect Circle:
- eMOTIVe (2004)
- Three Sixty (álbum recopilatorio) (2013)